# Mistrzostwa Świata Juniorów w Łyżwiarstwie Figurowym 2019
Mistrzostwa świata juniorów w łyżwiarstwie figurowym 2019 – zawody rangi mistrzowskiej w łyżwiarstwie figurowym w kategorii juniorów, które odbywały się od 4 do 10 marca 2019 w Zagrzebiu. Podczas zawodów rozgrywane były konkurencje solistów, solistek, par sportowych oraz par tanecznych.
Złoty medal wśród solistów wywalczył Amerykanin Tomoki Hiwatashi. Wśród solistek tytuł obroniła Rosjanka Aleksandra Trusowa bijąc przy tym rekord świata juniorów w programie dowolnym (150,40 pkt) i nocie łącznej (222,89 pkt). W parach sportowych tytuł mistrzowski zdobyli jej rodacy Anastasija Miszyna i Aleksandr Gallamow. Natomiast wśród par tanecznych tytuł wywalczyli Kanadyjczycy Marjorie Lajoie i Zachary Lagha, którzy zostali drugą w historii kanadyjską parą, która tego dokonała (po parze Tessa Virtue / Scott Moir w 2006 roku). Lajoie i Lagha podczas zawodów pobili również rekordy świata juniorów zarówno w programie krótkim (70,14 pkt), dowolnym (105,96 pkt), jak i nocie łącznej (176,10 pkt).

## Kwalifikacje
W zawodach mogli wziąć udział zawodnicy, którzy przed dniem 1 lipca 2018 roku ukończyli 13 rok życia (tj. urodzili się do 30 czerwca 2006 roku). Liczba dopuszczonych do startu zawodników z poszczególnych krajów jest uzależniona od miejsc, jakie reprezentanci zdobyli na ubiegłorocznych mistrzostwach. Decyzję o imiennym przydziale miejsc kraje podejmują indywidualnie. Jednakże jednym z warunków, jaki muszą spełnić wskazani zawodnicy jest osiągnięcie na 21 dni przed oficjalnymi treningami na mistrzostwach minimalnej oceny technicznej.
Ze względów na zmiany w systemie oceniania pomiędzy sezonem 2017-2018 i sezonem 2018-2019 wymagana minimalna ocena techniczna (TES) została dostosowana dla wyników osiągniętych w obu sezonach
| Soliści       | 23 | 44 | 23 | 42 |
| Solistki      | 21 | 36 | 23 | 38 |
| Pary sportowe | 23 | 35 | 23 | 34 |
| Pary taneczne | 20 | 30 | 22 | 35 |

Na podstawie wyników Mistrzostw Świata Juniorów 2018, kraje mają prawo wystawić następującą liczbę zawodników/duetów w poszczególnych konkurencjach:
| Liczba zawodników | Soliści                                                         | Solistki                                      | Pary sportowe                     | Pary taneczne                      |
| ----------------- | --------------------------------------------------------------- | --------------------------------------------- | --------------------------------- | ---------------------------------- |
| 3                 | Rosja · Stany Zjednoczone                                       | Japonia · Rosja                               | Rosja · Stany Zjednoczone         | Rosja · Stany Zjednoczone          |
| 2                 | Włochy · Kanada · Japonia · Korea Południowa · Ukraina · Niemcy | Korea Południowa · Niemcy · Stany Zjednoczone | Chiny · Kanada · Niemcy · Japonia | Kanada · Niemcy · Francja · Gruzja |
| 1                 | Pozostałe kraje                                                 | Pozostałe kraje                               | Pozostałe kraje                   | Pozostałe kraje                    |

## Terminarz
| Data     | Godzina   | Konkurencja     | Segment          |
| -------- | --------- | --------------- | ---------------- |
| 6 marca  | 12:15 CET | Soliści         | Program krótki   |
| 6 marca  | 19:15 CET | Pary sportowe   | Program krótki   |
| 7 marca  | 12:30 CET | Pary taneczne   | Taniec rytmiczny |
| 7 marca  | 18:30 CET | Pary sportowe   | Program dowolny  |
| 8 marca  | 11:00 CET | Solistki        | Program krótki   |
| 8 marca  | 18:15 CET | Soliści         | Program dowolny  |
| 9 marca  | 12:30 CET | Pary taneczne   | Taniec dowolny   |
| 9 marca  | 17:00 CET | Solistki        | Program dowolny  |
| 10 marca | 15:00 CET | Pokazy mistrzów | Pokazy mistrzów  |

## Klasyfikacja medalowa
| Lp. | Kraj              | Złoto | Srebro | Brąz | Razem |
| --- | ----------------- | ----- | ------ | ---- | ----- |
| 1   | Rosja             | 2     | 4      | 2    | 8     |
| 2   | Stany Zjednoczone | 1     | 0      | 1    | 2     |
| 3   | Kanada            | 1     | 0      | 0    | 1     |
| 4   | Włochy            | 0     | 0      | 1    | 1     |

## Rekordy świata juniorów
| Rekordy świata juniorów (GOE±5) na moment rozpoczęcia zawodów (stan na 4 marca 2019): | Rekordy świata juniorów (GOE±5) na moment rozpoczęcia zawodów (stan na 4 marca 2019): | Rekordy świata juniorów (GOE±5) na moment rozpoczęcia zawodów (stan na 4 marca 2019): | Rekordy świata juniorów (GOE±5) na moment rozpoczęcia zawodów (stan na 4 marca 2019): | Rekordy świata juniorów (GOE±5) na moment rozpoczęcia zawodów (stan na 4 marca 2019): | Rekordy świata juniorów (GOE±5) na moment rozpoczęcia zawodów (stan na 4 marca 2019): |
| Konkurencja                                                                           | Segment                                                                               | Zawodnicy                                                                             | Punkty                                                                                | Zawody                                                                                | Data                                                                                  |
| ------------------------------------------------------------------------------------- | ------------------------------------------------------------------------------------- | ------------------------------------------------------------------------------------- | ------------------------------------------------------------------------------------- | ------------------------------------------------------------------------------------- | ------------------------------------------------------------------------------------- |
| Soliści                                                                               | Nota łączna                                                                           | Stephen Gogolev                                                                       | 233,58                                                                                | Finał Junior Grand Prix 2018                                                          | 7 grudnia 2018                                                                        |
| Soliści                                                                               | Program dowolny                                                                       | Stephen Gogolev                                                                       | 154,76                                                                                | Finał Junior Grand Prix 2018                                                          | 7 grudnia 2018                                                                        |
| Soliści                                                                               | Program krótki                                                                        | Camden Pulkinen                                                                       | 81,01                                                                                 | JGP w Czechach 2018                                                                   | 28 września 2018                                                                      |
| Solistki                                                                              | Nota łączna                                                                           | Aleksandra Trusowa                                                                    | 221,44                                                                                | JGP na Litwie 2018                                                                    | 7 września 2018                                                                       |
| Solistki                                                                              | Program dowolny                                                                       | Aleksandra Trusowa                                                                    | 146,81                                                                                | JGP w Armenii 2018                                                                    | 12 października 2018                                                                  |
| Solistki                                                                              | Program krótki                                                                        | Alona Kostornoj                                                                       | 76,32                                                                                 | Finał Junior Grand Prix 2018                                                          | 6 grudnia 2018                                                                        |
| Pary sportowe                                                                         | Nota łączna                                                                           | Anastasija Miszyna / Aleksandr Gallamow                                               | 190,63                                                                                | Finał Junior Grand Prix 2018                                                          | 8 grudnia 2018                                                                        |
| Pary sportowe                                                                         | Program dowolny                                                                       | Anastasija Miszyna / Aleksandr Gallamow                                               | 126,26                                                                                | Finał Junior Grand Prix 2018                                                          | 8 grudnia 2018                                                                        |
| Pary sportowe                                                                         | Program krótki                                                                        | Polina Kostiukowicz / Dmitrij Jalin                                                   | 66,30                                                                                 | JGP w Czechach 2018                                                                   | 27 września 2018                                                                      |
| Pary taneczne                                                                         | Nota łączna                                                                           | Arina Uszakowa / Maksim Niekrasow                                                     | 172,81                                                                                | JGP w Armenii 2018                                                                    | 13 października 2018                                                                  |
| Pary taneczne                                                                         | Taniec dowolny                                                                        | Arina Uszakowa / Maksim Niekrasow                                                     | 103,63                                                                                | JGP w Armenii 2018                                                                    | 13 października 2018                                                                  |
| Pary taneczne                                                                         | Taniec rytmiczny                                                                      | Arina Uszakowa / Maksim Niekrasow                                                     | 69,18                                                                                 | JGP w Armenii 2018                                                                    | 12 października 2018                                                                  |

W trakcie zawodów ustanowiono następujące rekordy świata juniorów (GOE±5):
| Konkurencja   | Segment          | Zawodnicy                               | Punkty | Data         |
| ------------- | ---------------- | --------------------------------------- | ------ | ------------ |
| Solistki      | Nota łączna      | Aleksandra Trusowa                      | 222,89 | 9 marca 2019 |
| Solistki      | Program dowolny  | Aleksandra Trusowa                      | 150,40 | 9 marca 2019 |
| Pary taneczne | Nota łączna      | Marjorie Lajoie / Zachary Lagha         | 176,10 | 9 marca 2019 |
| Pary taneczne | Taniec dowolny   | Marjorie Lajoie / Zachary Lagha         | 105,96 | 9 marca 2019 |
| Pary taneczne | Taniec rytmiczny | Marjorie Lajoie / Zachary Lagha         | 70,14  | 7 marca 2019 |
| Pary sportowe | Program krótki   | Polina Kostiukowicz / Dmitrij Jalin     | 68,31  | 6 marca 2019 |
| Pary sportowe | Program krótki   | Apollinarija Panfiłowa / Dmitrij Ryłow  | 67,91  | 6 marca 2019 |
| Pary sportowe | Program krótki   | Anastasija Miszyna / Aleksandr Gallamow | 67,02  | 6 marca 2019 |
| Soliści       | Program krótki   | Camden Pulkinen                         | 82,41  | 6 marca 2019 |
| Soliści       | Program krótki   | Tomoki Hiwatashi                        | 81,50  | 6 marca 2019 |

## Wyniki

### Soliści

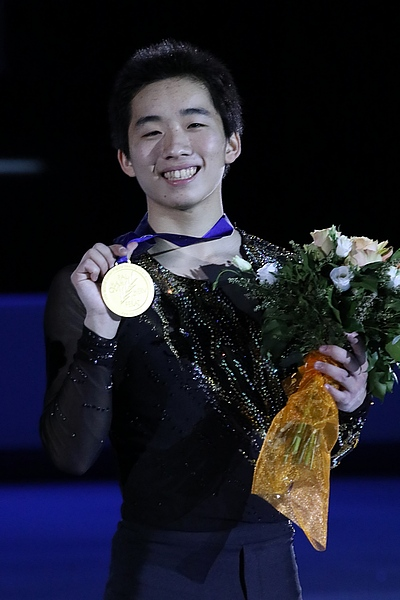
Mistrz świata juniorów w konkurencji solistów Tomoki Hiwatashi (USA)

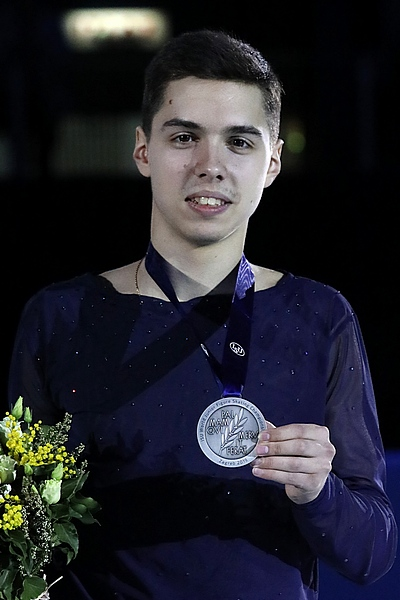
Wicemistrz świata juniorów Roman Sawosin (RUS)

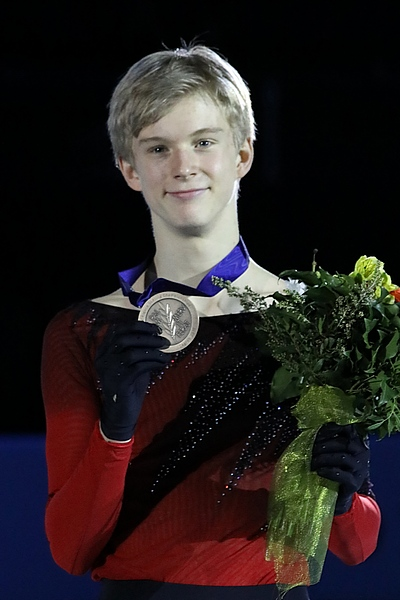
Brązowy medalista mistrzostw świata juniorów Daniel Grassl (ITA)

| Poz.                                 | Zawodnik                | Reprezentacja     | Nota łączna | SP  | SP        | FS  | FS     |
| ------------------------------------ | ----------------------- | ----------------- | ----------- | --- | --------- | --- | ------ |
| 1                                    | Tomoki Hiwatashi        | Stany Zjednoczone | 230,32      | 2   | 81,50     | 2   | 148,82 |
| 2                                    | Roman Sawosin           | Rosja             | 229,28      | 6   | 78,33     | 1   | 150,95 |
| 3                                    | Daniel Grassl           | Włochy            | 224,67      | 3   | 81,19     | 4   | 143,48 |
| 4                                    | Artur Danijelan         | Rosja             | 220,68      | 9   | 77,71     | 5   | 142,97 |
| 5                                    | Stephen Gogolev         | Kanada            | 220,66      | 10  | 77,00     | 3   | 143,66 |
| 6                                    | Adam Siao Him Fa        | Francja           | 219,91      | 8   | 77,74     | 6   | 142,17 |
| 7                                    | Irakli Maysuradze       | Gruzja            | 217,78      | 11  | 76,46     | 7   | 141,32 |
| 8                                    | Camden Pulkinen         | Stany Zjednoczone | 216,68      | 1   | 82,41 JWR | 9   | 134,27 |
| 9                                    | Koshiro Shimada         | Japonia           | 212,78      | 12  | 74,89     | 8   | 137,89 |
| 10                                   | Piotr Gumiennik         | Rosja             | 212,14      | 4   | 80,33     | 11  | 131,81 |
| 11                                   | Alexei Krasnozhon       | Stany Zjednoczone | 211,47      | 5   | 79,98     | 12  | 131,49 |
| 12                                   | Joseph Phan             | Kanada            | 209,02      | 7   | 77,89     | 13  | 131,13 |
| 13                                   | Władimir Litwincew      | Azerbejdżan       | 196,93      | 16  | 68,94     | 14  | 127,99 |
| 14                                   | Tatsuya Tsuboi          | Japonia           | 195,88      | 20  | 62,59     | 10  | 133,29 |
| 15                                   | Matyáš Bělohradský      | Czechy            | 194,23      | 17  | 68,74     | 15  | 125,49 |
| 16                                   | Iwan Szmuratko          | Ukraina           | 191,32      | 13  | 73,31     | 17  | 118,01 |
| 17                                   | Mark Gorodnitsky        | Izrael            | 185,62      | 15  | 69,22     | 18  | 116,40 |
| 18                                   | Luc Maierhofer          | Austria           | 184,15      | 14  | 70,47     | 21  | 113,68 |
| 19                                   | Başar Oktar             | Turcja            | 182,91      | 19  | 62,82     | 16  | 120,09 |
| 20                                   | Cha Young-hyun          | Korea Południowa  | 177,22      | 21  | 61,75     | 19  | 115,47 |
| 21                                   | Nikolaj Majorov         | Szwecja           | 176,93      | 23  | 61,47     | 20  | 115,46 |
| 22                                   | Jonathan Hess           | Niemcy            | 175,11      | 18  | 62,93     | 22  | 112,18 |
| 23                                   | Gabriele Frangipani     | Włochy            | 170,89      | 24  | 61,32     | 23  | 109,57 |
| 24                                   | Nikita Starostin        | Niemcy            | 152,00      | 22  | 61,61     | 24  | 90,39  |
| Nie awansowali do programu dowolnego |                         |                   |             |     |           |     |        |
| 25                                   | Chen Yudong             | Chiny             | NQ          | 25  | 60,06     | NQ  | NQ     |
| 26                                   | Andriej Kokura          | Ukraina           | NQ          | 26  | 57,93     | NQ  | NQ     |
| 27                                   | Micah Kai Lynette       | Tajlandia         | NQ          | 27  | 56,66     | NQ  | NQ     |
| 28                                   | Mihhail Selevko         | Estonia           | NQ          | 28  | 56,58     | NQ  | NQ     |
| 29                                   | Lee Si-hyeong           | Korea Południowa  | NQ          | 29  | 54,04     | NQ  | NQ     |
| 30                                   | Jakau Zenko             | Białoruś          | NQ          | 30  | 52,69     | NQ  | NQ     |
| 31                                   | Nurullah Sahaka         | Szwajcaria        | NQ          | 31  | 52,44     | NQ  | NQ     |
| 32                                   | Rakhat Bralin           | Kazachstan        | NQ          | 32  | 50,28     | NQ  | NQ     |
| 33                                   | Charles Henry Katanovic | Chorwacja         | NQ          | 33  | 47,60     | NQ  | NQ     |
| 34                                   | Aleix Gabara            | Hiszpania         | NQ          | 34  | 47,53     | NQ  | NQ     |
| 35                                   | Radoslav Marinov        | Bułgaria          | NQ          | 35  | 46,39     | NQ  | NQ     |
| 36                                   | Edward Appleby          | Wielka Brytania   | NQ          | 36  | 44,80     | NQ  | NQ     |
| 37                                   | Kornel Witkowski        | Polska            | NQ          | 37  | 44,16     | NQ  | NQ     |
| WD                                   | Kai Xiang Chew          | Malezja           | DNS         | DNS | DNS       | DNS | DNS    |

### Solistki

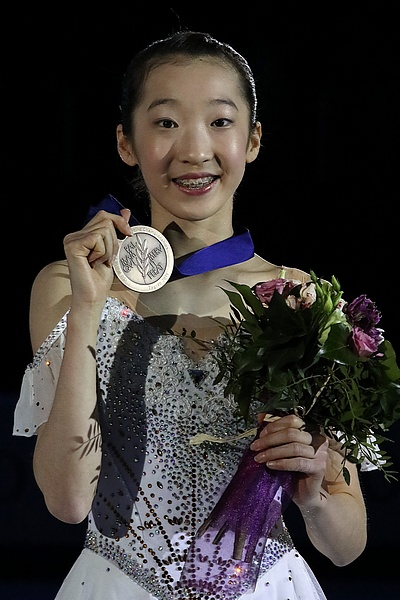
Brązowa medalistka w konkurencji solistek Ting Cui (USA)

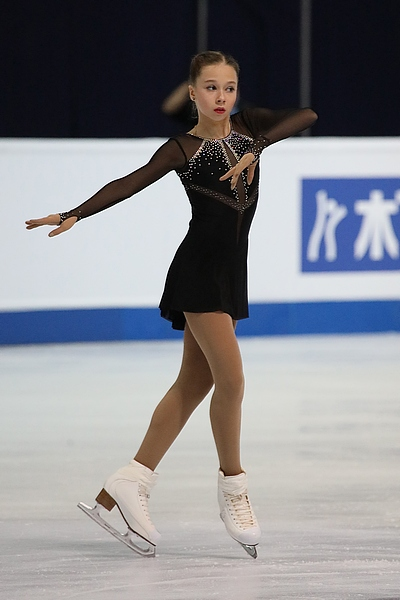
4. miejsce wśród solistek – Ksienija Sinicyna (RUS)

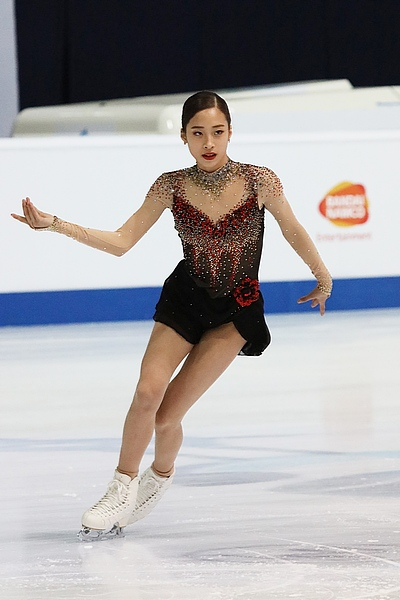
6. miejsce wśród solistek – You Young (KOR)

| Poz.                                 | Zawodniczka             | Reprezentacja     | Nota łączna | SP | SP    | FS | FS         |
| ------------------------------------ | ----------------------- | ----------------- | ----------- | -- | ----- | -- | ---------- |
| 1                                    | Aleksandra Trusowa      | Rosja             | 222,89 JWR  | 2  | 72,49 | 1  | 150,40 JWR |
| 2                                    | Anna Szczerbakowa       | Rosja             | 219,94      | 1  | 72,86 | 2  | 147,08     |
| 3                                    | Ting Cui                | Stany Zjednoczone | 194,41      | 3  | 67,69 | 3  | 126,72     |
| 4                                    | Ksienija Sinicyna       | Rosja             | 188,84      | 4  | 66,52 | 6  | 122,32     |
| 5                                    | Yuna Shiraiwa           | Japonia           | 185,46      | 6  | 62,08 | 4  | 123,38     |
| 6                                    | You Young               | Korea Południowa  | 178,82      | 11 | 55,62 | 5  | 123,20     |
| 7                                    | Hanna Harrell           | Stany Zjednoczone | 176,69      | 5  | 62,68 | 9  | 114,01     |
| 8                                    | Lee Hae-in              | Korea Południowa  | 171,97      | 14 | 53,02 | 7  | 118,95     |
| 9                                    | Yuhana Yokoi            | Japonia           | 170,17      | 18 | 51,61 | 8  | 118,56     |
| 10                                   | Alison Schumacher       | Kanada            | 158,52      | 16 | 51,86 | 10 | 106,66     |
| 11                                   | Alina Urushadze         | Gruzja            | 157,96      | 15 | 52,53 | 11 | 105,43     |
| 12                                   | Tomoe Kawabata          | Japonia           | 157,47      | 9  | 57,65 | 13 | 99,82      |
| 13                                   | Jekatierina Riabowa     | Azerbejdżan       | 154,60      | 12 | 54,28 | 12 | 100,32     |
| 14                                   | Júlia Láng              | Węgry             | 153,24      | 10 | 55,86 | 14 | 97,38      |
| 15                                   | Anna Kuzmenko           | Francja           | 147,86      | 7  | 59,20 | 18 | 88,66      |
| 16                                   | Lucrezia Beccari        | Włochy            | 147,03      | 8  | 57,70 | 17 | 89,33      |
| 17                                   | Anastasija Archypowa    | Ukraina           | 146,39      | 17 | 51,62 | 16 | 94,77      |
| 18                                   | Olga Mikutina           | Austria           | 145,34      | 20 | 48,75 | 15 | 96,59      |
| 19                                   | Chen Hongyi             | Chiny             | 141,49      | 13 | 53,24 | 19 | 88,25      |
| 20                                   | Kristen Spours          | Wielka Brytania   | 136,72      | 19 | 51,08 | 23 | 85,64      |
| 21                                   | Yi Christy Leung        | Hongkong          | 135,85      | 22 | 47,62 | 20 | 88,23      |
| 22                                   | Ałеksandra Fеjgin       | Bułgaria          | 135,69      | 21 | 48,45 | 21 | 87,24      |
| 23                                   | Anaïs Coraducci         | Szwajcaria        | 134,44      | 23 | 47,23 | 22 | 87,21      |
| 24                                   | Alina Soupian           | Izrael            | 131,97      | 24 | 46,70 | 24 | 85,27      |
| Nie awansowały do programu dowolnego |                         |                   |             |    |       |    |            |
| 25                                   | Hana Cvijanović         | Chorwacja         | NQ          | 25 | 46,33 | NQ | NQ         |
| 26                                   | Eva Lotta Kiibus        | Estonia           | NQ          | 26 | 45,67 | NQ | NQ         |
| 27                                   | Mandy Chiang            | Chińskie Tajpej   | NQ          | 27 | 44,48 | NQ | NQ         |
| 28                                   | Elodie Eudine           | Niemcy            | NQ          | 28 | 43,59 | NQ | NQ         |
| 29                                   | Linnea Ceder            | Finlandia         | NQ          | 29 | 43,14 | NQ | NQ         |
| 30                                   | Smilla Szalkai          | Szwecja           | NQ          | 30 | 43,02 | NQ | NQ         |
| 31                                   | Alana Toktarova         | Kazachstan        | NQ          | 31 | 42,50 | NQ | NQ         |
| 32                                   | Jocelyn Hong            | Nowa Zelandia     | NQ          | 32 | 41,72 | NQ | NQ         |
| 33                                   | Nikola Rychtarikova     | Czechy            | NQ          | 33 | 41,51 | NQ | NQ         |
| 34                                   | Silvia Hugec            | Słowacja          | NQ          | 34 | 41,30 | NQ | NQ         |
| 35                                   | Aliaksandra Chepeleva   | Białoruś          | NQ          | 35 | 40,47 | NQ | NQ         |
| 36                                   | Caya Scheepens          | Holandia          | NQ          | 36 | 40,19 | NQ | NQ         |
| 37                                   | Ana Sofia Beschea       | Rumunia           | NQ          | 37 | 39,95 | NQ | NQ         |
| 38                                   | Ann-Christin Marold     | Niemcy            | NQ          | 38 | 39,88 | NQ | NQ         |
| 39                                   | Marian Millares         | Hiszpania         | NQ          | 39 | 39,35 | NQ | NQ         |
| 40                                   | Oliwia Rzepiel          | Polska            | NQ          | 40 | 39,05 | NQ | NQ         |
| 41                                   | Paulina Ramanauskaitė   | Litwa             | NQ          | 41 | 36,49 | NQ | NQ         |
| 42                                   | Arina Somova            | Łotwa             | NQ          | 42 | 35,56 | NQ | NQ         |
| 43                                   | Andrea Montesinos Cantu | Meksyk            | NQ          | 43 | 35,15 | NQ | NQ         |
| 44                                   | Nina Polsak             | Słowenia          | NQ          | 44 | 34,51 | NQ | NQ         |
| 45                                   | Maia Sørensen           | Dania             | NQ          | 45 | 31,68 | NQ | NQ         |
| 46                                   | Güzide Irmak Bayır      | Turcja            | NQ          | 46 | 30,09 | NQ | NQ         |

### Pary sportowe

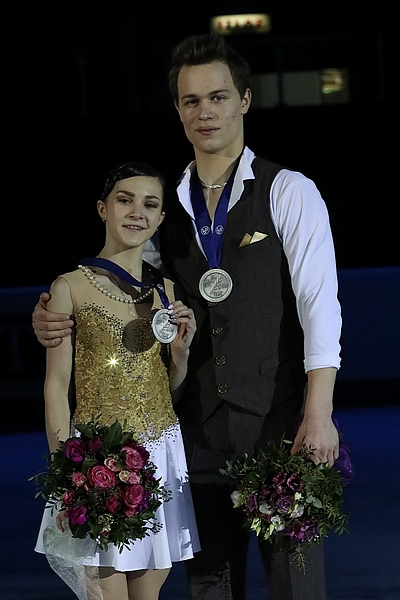
Wicemistrzowie świata juniorów w parach sportowych Apollinarija Panfiłowa i Dmitrij Ryłow (RUS)

| Poz.                                 | Zawodnicy                                 | Reprezentacja     | Nota łączna | SP | SP        | FS | FS     |
| ------------------------------------ | ----------------------------------------- | ----------------- | ----------- | -- | --------- | -- | ------ |
| 1                                    | Anastasija Miszyna / Aleksandr Gallamow   | Rosja             | 188,74      | 3  | 67,02     | 1  | 121,72 |
| 2                                    | Apollinarija Panfiłowa / Dmitrij Ryłow    | Rosja             | 188,17      | 2  | 67,91     | 2  | 120,26 |
| 3                                    | Polina Kostiukowicz / Dmitrij Jalin       | Rosja             | 181,59      | 1  | 68,31 JWR | 3  | 113,28 |
| 4                                    | Tang Feiyao / Yang Yongchao               | Chiny             | 168,77      | 4  | 60,77     | 4  | 108,00 |
| 5                                    | Sarah Feng / TJ Nyman                     | Stany Zjednoczone | 162,90      | 6  | 58,43     | 5  | 104,47 |
| 6                                    | Laiken Lockley / Keenan Prochnow          | Stany Zjednoczone | 159,54      | 5  | 59,96     | 6  | 99,58  |
| 7                                    | Hailey Kops / Artem Tsoglin               | Izrael            | 144,28      | 7  | 53,03     | 7  | 91,25  |
| 8                                    | Sofija Niesterowa / Artiom Darencki       | Ukraina           | 140,88      | 8  | 51,97     | 8  | 88,91  |
| 9                                    | Cléo Hamon / Denys Strekalin              | Francja           | 137,58      | 12 | 49,38     | 9  | 88,20  |
| 10                                   | Brooke McIntosh / Brandon Toste           | Kanada            | 132,43      | 11 | 49,99     | 12 | 82,44  |
| 11                                   | Kate Finster / Balazs Nagy                | Stany Zjednoczone | 132,29      | 10 | 50,30     | 13 | 81,99  |
| 12                                   | Talisa Thomalla / Robert Kunkel           | Niemcy            | 131,67      | 13 | 48,01     | 11 | 83,66  |
| 13                                   | Vivienne Contarino / Marco Pauletti       | Włochy            | 131,20      | 14 | 46,88     | 10 | 84,32  |
| 14                                   | Riku Miura / Shoya Ichihashi              | Japonia           | 130,30      | 9  | 51,55     | 15 | 78,75  |
| 15                                   | Gabrielle Levesque / Pier-Alexandre Hudon | Kanada            | 123,32      | 15 | 43,92     | 14 | 79,40  |
| 16                                   | Tereza Zendulkova / Simon Fukas           | Słowacja          | 113,06      | 16 | 42,81     | 16 | 70,25  |
| Nie awansowali do programu dowolnego |                                           |                   |             |    |           |    |        |
| 17                                   | Letizia Roscher / Luis Schuster           | Niemcy            | NQ          | 17 | 39,55     | NQ | NQ     |

### Pary taneczne

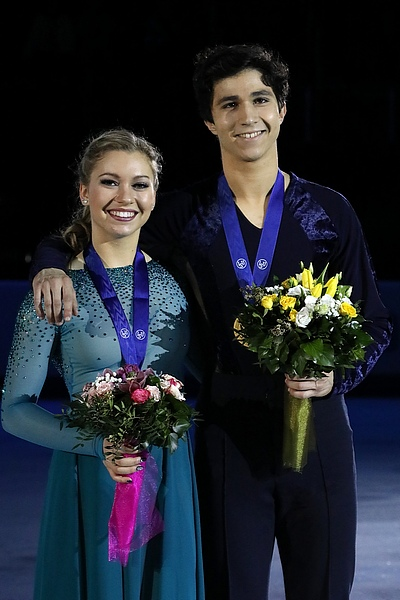
Mistrzowie świata juniorów w parach tanecznych Marjorie Lajoie i Zachary Lagha (CAN)

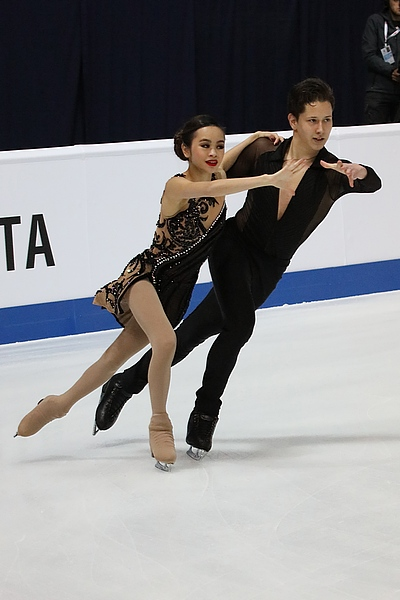
Zdobywcy 4. miejsca w parach tanecznych Avonley Nguyen i Wadym Kołesnyk	(USA)

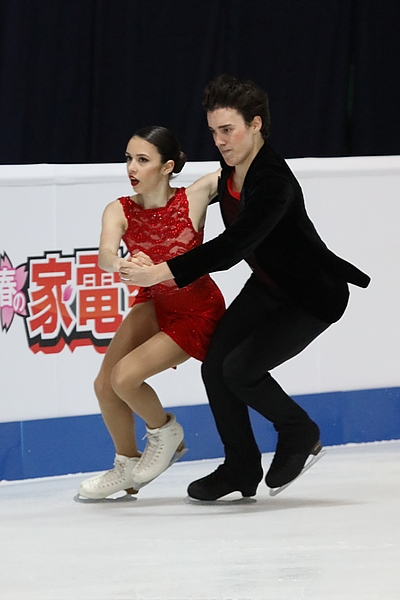
Caroline Green i Gordon Green (USA) w tańcu rytmicznym (7. miejsce)

Wzorem tańca rytmicznego było Argentine Tango.
| Poz.                              | Zawodnicy                                     | Reprezentacja     | Nota łączna | RD | RD        | FD | FD         |
| --------------------------------- | --------------------------------------------- | ----------------- | ----------- | -- | --------- | -- | ---------- |
| 1                                 | Marjorie Lajoie / Zachary Lagha               | Kanada            | 176,10 JWR  | 1  | 70,14 JWR | 1  | 105,96 JWR |
| 2                                 | Jelizawieta Chudajbierdijewa / Nikita Nazarow | Rosja             | 171,22      | 2  | 68,69     | 4  | 102,53     |
| 3                                 | Sofja Szewczenko / Igor Jeriomienko           | Rosja             | 170,43      | 3  | 67,56     | 2  | 102,87     |
| 4                                 | Avonley Nguyen / Wadym Kołesnyk               | Stany Zjednoczone | 167,90      | 5  | 65,18     | 3  | 102,72     |
| 5                                 | Arina Uszakowa / Maksim Niekrasow             | Rosja             | 166,48      | 4  | 65,96     | 5  | 100,52     |
| 6                                 | Marija Kazakowa / Gieorgij Riewija            | Gruzja            | 155,40      | 6  | 60,08     | 6  | 95,32      |
| 7                                 | Caroline Green / Gordon Green                 | Stany Zjednoczone | 153,05      | 8  | 58,82     | 7  | 94,23      |
| 8                                 | Loicia Demougeot / Theo le Mercier            | Francja           | 144,33      | 7  | 59,33     | 9  | 85,00      |
| 9                                 | Alicia Fabbri / Paul Ayer                     | Kanada            | 143,04      | 13 | 55,58     | 8  | 87,46      |
| 10                                | Jewgienija Łopariowa / Geoffrey Brissaud      | Francja           | 141,98      | 10 | 57,99     | 10 | 83,99      |
| 11                                | Darja Popowa / Wołodymyr Bielikow             | Ukraina           | 140,21      | 11 | 57,88     | 11 | 82,33      |
| 12                                | Eliana Gropman / Ian Somerville               | Stany Zjednoczone | 139,96      | 9  | 58,53     | 13 | 81,43      |
| 13                                | Francesca Righi / Aleksei Dubrovin            | Włochy            | 137,54      | 12 | 55,68     | 12 | 81,86      |
| 14                                | Natalie Taschlerova / Filip Taschler          | Czechy            | 131,91      | 16 | 51,02     | 14 | 80,89      |
| 15                                | Emiliya Kalehanova / Uladzislau Palkhouski    | Białoruś          | 131,71      | 14 | 53,26     | 16 | 78,45      |
| 16                                | Viktoria Semenjuk / Artur Gruzdev             | Estonia           | 129,87      | 15 | 51,05     | 15 | 78,82      |
| 17                                | Charise Matthaei / Maximilian Pfisterer       | Niemcy            | 124,19      | 18 | 50,15     | 18 | 74,04      |
| 18                                | Sasha Fear / George Waddell                   | Wielka Brytania   | 123,43      | 17 | 50,51     | 19 | 72,92      |
| 19                                | Mira Polishook / Deividas Kizala              | Litwa             | 122,10      | 19 | 47,17     | 17 | 74,93      |
| 20                                | Viktoriia Azroian / Aleksandr Siroshtan       | Armenia           | 115,64      | 20 | 46,93     | 20 | 68,71      |
| Nie awansowali do tańca dowolnego |                                               |                   |             |    |           |    |            |
| 21                                | Sofia Val / Linus Colmor Jepsen               | Hiszpania         | NQ          | 21 | 46,22     | NQ | NQ         |
| 22                                | Amanda Peterson / Stephano Valentino Schuster | Niemcy            | NQ          | 22 | 45,88     | NQ | NQ         |
| 23                                | Villo Martin / Danyil Semko                   | Węgry             | NQ          | 23 | 44,48     | NQ | NQ         |
| 24                                | Chen Xizi / Xing Jianing                      | Chiny             | NQ          | 24 | 44,24     | NQ | NQ         |
| 25                                | Mariia Nosovitskaya / Mikhail Nosovitskiy     | Izrael            | NQ          | 25 | 43,10     | NQ | NQ         |
| 26                                | Ayumi Takanami / Yoshimitsu Ikeda             | Japonia           | NQ          | 26 | 41,74     | NQ | NQ         |
| 27                                | Chloe Dan Tsoi / Long You Zimou Wang          | Chińskie Tajpej   | NQ          | 27 | 39,33     | NQ | NQ         |
| 28                                | Olivia Oliver / Piotr Palejew                 | Polska            | NQ          | 28 | 38,64     | NQ | NQ         |
| 29                                | Jessica Palfreyman / Nicholas McCreary        | Australia         | NQ          | 29 | 37,02     | NQ | NQ         |
| 30                                | Sophia Simitsakos / Jeffrey Wong              | Grecja            | NQ          | 30 | 36,35     | NQ | NQ         |
| 31                                | Marina Philippova / Wadym Krawcow             | Austria           | NQ          | 31 | 36,00     | NQ | NQ         |

## Medaliści

### Nota łączna
Medaliści mistrzostw po zsumowaniu punktów za oba programy/tańce w poszczególnych konkurencjach:
| Konkurencja   | Złoto                                   | Srebro                                        | Brąz                                |
| Soliści       | Tomoki Hiwatashi                        | Roman Sawosin                                 | Daniel Grassl                       |
| Solistki      | Aleksandra Trusowa                      | Anna Szczerbakowa                             | Ting Cui                            |
| Pary sportowe | Anastasija Miszyna / Aleksandr Gallamow | Apollinarija Panfiłowa / Dmitrij Ryłow        | Polina Kostiukowicz / Dmitrij Jalin |
| Pary taneczne | Marjorie Lajoie / Zachary Lagha         | Jelizawieta Chudajbierdijewa / Nikita Nazarow | Sofja Szewczenko / Igor Jeriomienko |

### Program/taniec dowolny
Zdobywcy małych medali za drugi segment zawodów tj. program/taniec dowolny:
| Konkurencja   | Złoto                                   | Srebro                                 | Brąz                                |
| Soliści       | Roman Sawosin                           | Tomoki Hiwatashi                       | Stephen Gogolev                     |
| Solistki      | Aleksandra Trusowa                      | Anna Szczerbakowa                      | Ting Cui                            |
| Pary sportowe | Anastasija Miszyna / Aleksandr Gallamow | Apollinarija Panfiłowa / Dmitrij Ryłow | Polina Kostiukowicz / Dmitrij Jalin |
| Pary taneczne | Marjorie Lajoie / Zachary Lagha         | Sofja Szewczenko / Igor Jeriomienko    | Avonley Nguyen / Wadym Kołesnyk     |

### Program krótki/taniec rytmiczny
Zdobywcy małych medali za pierwszy segment zawodów tj. program krótki lub taniec rytmiczny:
| Konkurencja   | Złoto                               | Srebro                                        | Brąz                                    |
| Soliści       | Camden Pulkinen                     | Tomoki Hiwatashi                              | Daniel Grassl                           |
| Solistki      | Anna Szczerbakowa                   | Aleksandra Trusowa                            | Ting Cui                                |
| Pary sportowe | Polina Kostiukowicz / Dmitrij Jalin | Apollinarija Panfiłowa / Dmitrij Ryłow        | Anastasija Miszyna / Aleksandr Gallamow |
| Pary taneczne | Marjorie Lajoie / Zachary Lagha     | Jelizawieta Chudajbierdijewa / Nikita Nazarow | Sofja Szewczenko / Igor Jeriomienko     |